# Unearthed: Trail of Ibn Battuta
Unearthed: Trail of Ibn Battuta (arab. ‏الركاز: في أثر ابن بطوطة‎) – epizodyczna przygodowa gra akcji, stworzona przez saudyjskiego dewelopera Semaphore, a wydana przez Semanoor International. Wydawanie odcinków zostało zaplanowane na platformy: PlayStation 3 (poprzez PlayStation Network), Microsoft Windows, Mac OS X (początkowo przez Steam, później także przez Mac App Store), iOS oraz Androida.
Oryginalnie gra była planowana także na platformy Xbox Live Arcade oraz WiiWare, aczkolwiek Semaphore usunęło je bezgłośnie ze swojej listy. Wydanie gry było planowane również, jako aplikacja na Facebooku. Zapowiedziane zostały natomiast wersje na PlayStation 4 oraz PlayStation Vita.

## Fabuła
Gdy arabski łowca skarbów Faris Jawad i jego siostra (będąca archeologiem) Dania otrzymują wezwanie do wizyty w Maroku, rozpoczynają swoją ezgotyczną przygodę przez Bliski Wschód tropem znanego muzułmańskiego podróżnika Ibn Battuty. Podróż nie jest jednak bezpieczna, gdyż Faris będzie musiał przezwyciężyć złowrogi sojusz lidera milicji, dilera broni i bogatego przemytnika antyków, którzy mają ten sam cel, co główny bohater.

## Odbiór gry
Pierwszy odcinek został oceniony przytłaczająco negatywnie na portalu Metacritic uzyskując 11 na 100 możliwych punktów.